# Medialogi
Medialogi er en dansksproget bacheloruddannelse og en engelsksproget kandidatuddannelse på Aalborg Universitets campus i Aalborg og Sydhavnen i København. 
Uddannelsen er teknisk-naturvidenskabelig og handler om banebrydende interaktive digitale systemer, menneske-maskine interaktion, programmering, medieteknologi, elektronik, computergrafik, computerspil, computerskabt 3D grafik, sensorteknologi og interaktive medieprodukter.
På Medialogi får man desuden indblik i menneskelige perception, sanseopfattelse, design og analyse af videnskabelige eksperimenter, statistik og filmvidenskab samt de designprocesser og teknologier, som findes bag medieproduktioner. Studerende arbejder bl.a. med, hvordan man kan benytte teknologiske fremskridt fx i forbindelse med ingeniørvidenskaben i produktionen teknologiske løsninger, der hjælper mennesker i hverdagen fx diabetespatienter, skolebørn, der skal lære matematik, blinde og svagtseende, ordblinde, adfærdskampagner mv. 
Medialogi er tværfaglig, og den kræver, at man har et godt kendskab til og interesse for matematik, da programmering udgør en stor del af uddannelsen. 
Folk, der er uddannet i Medialogi arbejder normalt i IT-branchen med fx programmering, softwareudvikling, interaktionsdesign, rådgivning og udvikling.